# Lesse (rivier)
De Lesse (zeer zelden ook de Lesder genoemd) is een zijrivier van de Maas. Zij ontspringt op een hoogte van 480 meter in Ochamps, een deelgemeente van Libin in de Belgische provincie Luxemburg op het Ardens plateau. Een deel van de rivier maakt deel uit van het Parc National Lesse et Lomme.
Zij kent vooral in de bovenloop een vrij groot verval om uit te monden in de Maas bij Anseremme op een hoogte van ongeveer 100 meter. Aan het "Gouffre de Belvaux" gaat de Lesse ondergronds (een 'karstrivier') om via de Grotten van Han, een paar kilometer verder terug aan de oppervlakte te komen in Han-sur-Lesse, gemeente Rochefort. De Lhomme, als belangrijkste zijrivier, mondt uit in de Lesse te Éprave. Vanaf Wanlin verlaat de Lesse de Famenne depressie.
De laatste 20 kilometers van haar loop, van Houyet tot de monding in de Maas, zijn zeer geschikt voor het varen met een kano. Onderweg vaart men langs het Kasteel van Walzin, hoog op een rotspunt boven de rivier gelegen, en het nationaal park van Furfooz.
De precieze loop van de Lesse in de Grotten van Han werd pas aan het eind van de 20e eeuw ontdekt.
In de vallei van de Lesse werd ook de laagste temperatuur ooit gemeten in België: –30,1 °C op 20 januari 1940.

## Externe link

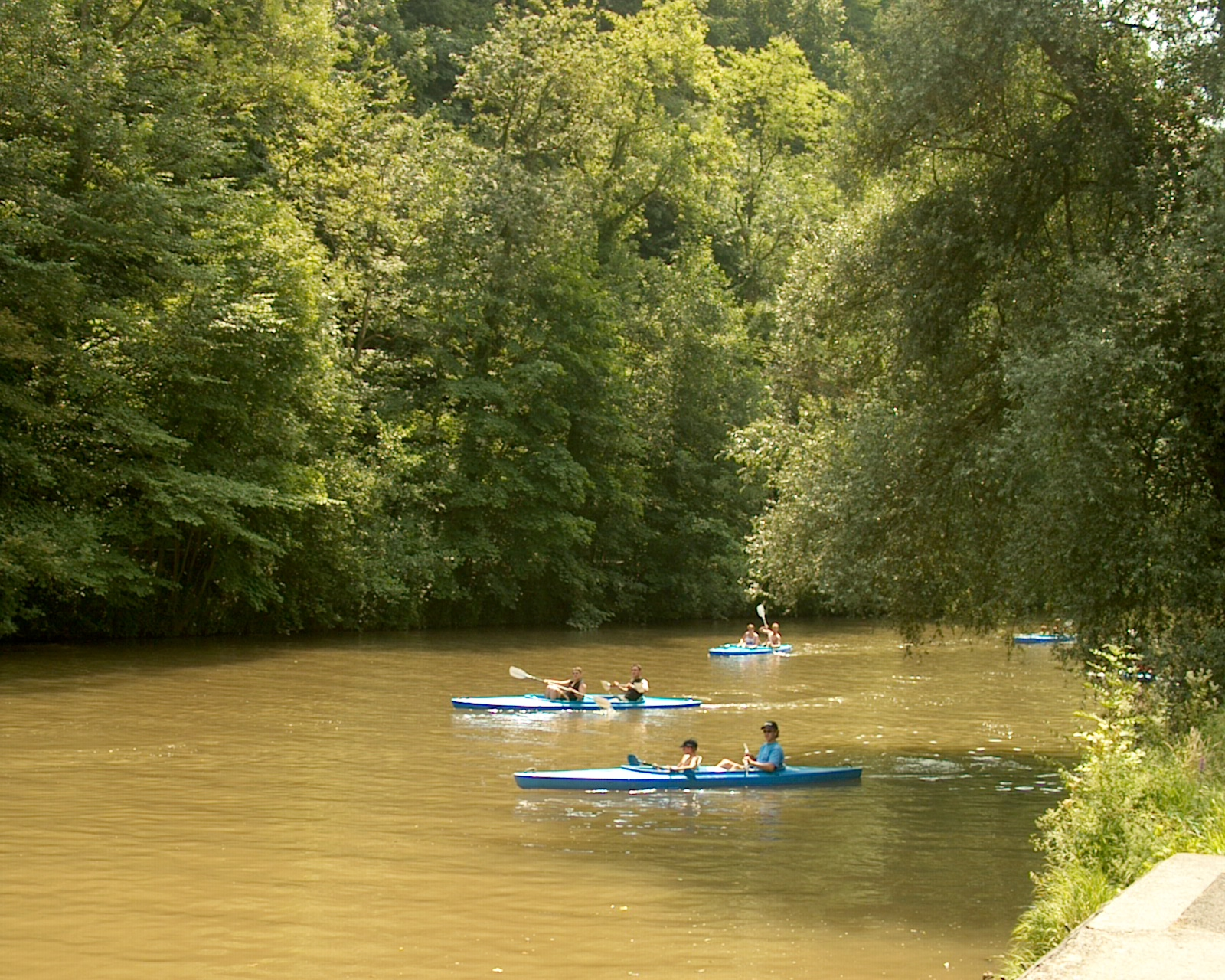
Kajakken op de Lesse